# Jaime Casillas
Pour les articles homonymes, voir Casillas.
Jaime Casillas est un acteur et producteur de cinéma mexicain.

## Filmographie
Comme acteur
- 1985 : Los náufragos del Liguria
- 1993 : Fray Bartolomé de las Casas de Sergio Olhovich
- 1995 : Bienvenido-Welcome de Gabriel Retes

Comme producteur
- 1995 : Mujeres insumisas d'Alberto Isaac